# Prema
Prema appelé aussi preman ou prem est l'amour du fidèle envers un dieu dans l'hindouisme. Ce terme est utilisé depuis des siècles par les vishnouites. Pour parler de la dévotion du croyant, de son ressenti envers Krishna ce mot est aussi de rigueur. Prema peut faire partie de l'extase de la méditation lorsque la pensée est rivée sur un dieu.